# Deutsche Gesellschaft für Sterilgutversorgung
Die Deutsche Gesellschaft für Sterilgutversorgung e. V.  (DGSV) ist ein eingetragener Verein mit Sitz in Wustermark, der die Qualifikation der Mitarbeiter der Medizinprodukte-Aufbereitung fördern will.
Im Vordergrund steht die Etablierung eines anerkannten Ausbildungsberufs für die Medizinprodukteaufbereitung. Obwohl der Rechtsgeber eine geeignete Ausbildung in der Medizinproduktebetreiberverordnung fordert, wurde ein staatlich geregelter Beruf bisher nicht eingeführt. Die DGSV hat daher damit begonnen, neben fachspezifischen Qualifikationen auch dreijährige Ausbildungen nach einem entsprechenden Curriculum durchzuführen.

## Geschichte
Die Deutsche Gesellschaft für Sterilgutversorgung e. V. wurde am 13. November 1996 durch Personen aus der Sterilgutversorgung, der Wissenschaft und der Industrie in Tübingen gegründet.
Die DGSV ist größter Träger von Bildungsmaßnahmen für Mitarbeiter in der Medizinprodukteaufbereitung in Deutschland. An ca. 60 DGSV-anerkannten Bildungsstätten werden Qualifizierungsmaßnahmen nach den Rahmenlehrplänen der DGSV durchgeführt.
Die DGSV ist mit der Anerkennung einer beruflichen Ausbildung zur Fachkraft für Medizinprodukteaufbereitung – FMA – DGSV beschäftigt und führt seit 2016 Ausbildungen in Aachen, Warburg, Dortmund, Potsdam, Düsseldorf, Osnabrück, Hamburg, München, Braunschweig und Reutlingen durch.
Mitglieder der DGSV arbeiten in verschiedenen deutschen Normausschüssen und nationalen Leitliniengruppen zur Validierung der Aufbereitungsprozesse mit.
Jährlich veranstaltet die DGSV einen 3-tägigen Kongress mit begleitender Industrieausstellung.
2017 war die DGSV der Veranstalter des Weltkongresses der Wfhss in Bonn.
Qualifizierungsmaßnahmen der DGSV sind:
- Ausbildung zur Fachkraft für Medizinprodukteaufbereitung
- Fachkunde I
- Fachkunde II
- Managementlehrgang AEMP
- Validierlehrgang
- Sachkunde Arzt-/Zahnarztpraxen
- Sachkunde Endoskopie
- Sachkunde Podologie
- Sachkunde Tätowierer/Piercer
- Validierung für Validierer
- Praxisanleiter AEMP

Am 1. Oktober 2019 konstituierte sich der Wissenschaftliche Beirat der DGSV.
Die DGSV ist Mitglied im VAH und im Aktionsbündnis Patientensicherheit und der World Federation for Hospital Sterilisation Sciences (wfhss).

## Struktur des Verbandes

### Mitglieder
Der Verein hat über 1000 Mitglieder: Fachkräfte aus dem Gesundheitswesen und den AEMP-Abteilungen, sowie aus Forschung, Industrie und Bildung.

### Organe
Oberstes Organ des eingetragenen Vereins ist die Mitgliederversammlung. Diese wählt den Vorstand der DGSV. Zurzeit gehören dem Vorstand fünf Personen an:
- Klaus Wiese – Vorstandsvorsitzender
- Johanna Klümper
- Rainer Stens – stellv. Vorsitzender
- Frank Deinet – Schatzmeister
- Dirk Diedrich – Schriftführer

Ein weiteres Organ der DGSV ist der Beirat. Dieser wird von der Mitgliederversammlung für 4 Jahre gewählt und besteht maximal aus 25 Personen. Koordinatorin des Beirates ist Kathrin Mann. Der Beirat beruft Fachausschüsse. Zurzeit bestehen Fachausschüsse für Bildung, Qualität, Hygiene – Bau – Technik, Regulatorische Anforderungen und Berufsbild.
Die Fachausschüsse veröffentlichen regelmäßig Empfehlungen, die auch international Beachtung finden.
Ehrenvorsitzende – Ilse Voigt († 2024)
Ehrenmitglieder: Karin Blümel, Adelheid Jones, Sigrid Krüger, Maria-Theresia Linner, Angelika Schlepp, Esther Michaud, Winfried Michels

### Geschäftsstelle
Der Verein verfügt über eine Geschäftsstelle, die administrative Aufgaben bearbeitet.
Die fachliche und inhaltliche Arbeit wird ausschließlich ehrenamtlich durch die Mitarbeiter aller Organe und Gremien geleistet.

## Anke-Carter-Innovationspreis
Der Anke-Carter-Innovationspreis wird von der Deutschen Gesellschaft für Sterilgutversorgung anlässlich des DGSV-Kongresses verliehen. Der Anke-Carter-Innovationspreis erinnert an Anke Carter, die sich aus der Position der Leitung einer AEMP für die Qualitätsverbesserung und Qualitätssicherung der Aufbereitung von Medizinprodukten engagierte und ihre Ideen in Fachkreise und Normenausschüsse einbrachte. Mit dem Anke-Carter-Preis werden innovative und praxisorientierte Arbeiten im Bereich der Medizinprodukteaufbereitung honoriert. Im Focus steht das Motto: „Von der Praxis für die Praxis“.